# Tejupilco

Municipalité du Tejupilco.

Tejupilco (mot d'origine nahuatl) est l'une de 125 municipalités de l'État de Mexico au Mexique. Tejupilco confine au nord à Villa Guerrero, à l'ouest à Tlatlaya, au sud de l'État de Guerrero et à l'est à Zacualpan. Son chef-lieu est Tejupilco de Hidalgo.

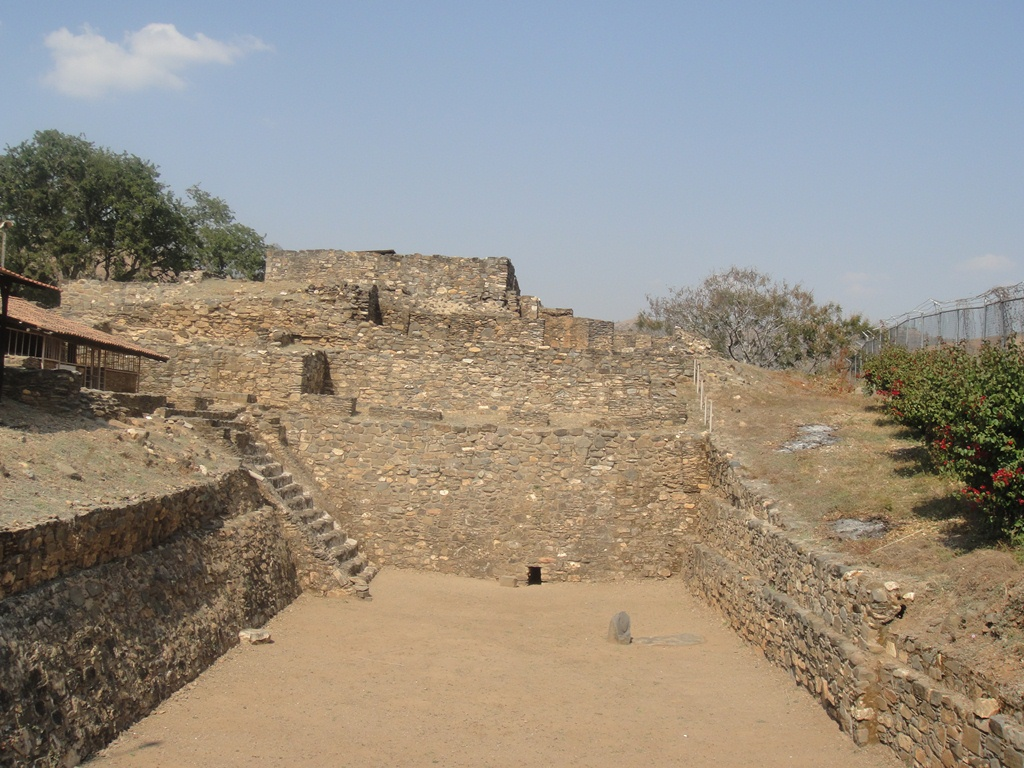
Patio en contrebas, zone archéologique de San Miguel Ixtapan.

## Démographie
| Ville                | Population |
| Totale Commune       | 71 077     |
| Tejupilco de Hidalgo | 25 631     |
| Bejucos              | 2 528      |
| San Miguel Ixtapan   | 1 251      |